# KAI YOSHIHIRO LIVE IN 飛天 DELUXE
KAI YOSHIHIRO LIVE IN 飛天 DELUXE"は、2000年に発売された甲斐よしひろの映像作品。ファンクラブ・通信販売・ライブ会場限定で発売された。

## 概要
1999年11月13日、甲斐よしひろのデビュー25周年を記念してグランドプリンスホテル新高輪の"飛天の間"にて開催された『KAI YOSHIHIRO 25th ANNIVERSARY HIGHWAY25 甲斐よしひろ Golden Thunder Review Standing in 飛天』の模様を収録したライブ映像作品。
この時のセットリストはオフィシャルサイト上でリクエストを募ったものを参考に組まれ、ゲストに土屋公平・松藤英男・田中一郎が呼ばれた。また、後半のセットリストは甲斐バンドで演奏され、デビュー25周年を華々しく祝った。
このライブの模様はスカイパーフェクトテレビでも放映され、ビデオとは別アングル・カットのものとなっていた。
2006年にはデジタルリマスタリングで一般発売されたDVD-BOX『MY NAME IS KAI-KAI DVD-BOXII』のディスク1として初DVD化された。

## 収録曲
1. 電光石火BABY
2. ダニーボーイに耳をふさいで～渇いた街（Medley）
3. ナイト・ウェイブ
4. BLUE LETTER
5. ダイナマイトが150屯
6. レイン
7. against the wind
8. ミッドナイト・プラスワン～I.L.Y.V.M～レイニー・ドライヴ（Medley）
9. 風の中の火のように
10. 幻惑されて
11. きんぽうげ
12. 裏切りの街角
13. トレーラー・ハウスで
14. LADY
15. 氷のくちびる
16. 翼あるもの
17. 冷血（コールド・ブラッド）
18. HERO（ヒーローになる時、それは今）
19. 100万$ナイト
20. この夜にさよなら

## 当日のセットリスト
1. 電光石火BABY
2. ポップコーンをほおばって
3. レディ・イヴ
4. ダニーボーイに耳をふさいで～渇いた街（Medley）
5. シーズン
6. ナイト・ウェイブ
7. BLUE LETTER
8. ダイナマイトが150屯
9. レイン
10. ミッドナイト・プラスワン～I.L.Y.V.M～レイニー・ドライヴ（Medley）
11. 安奈
12. ビューティフル・エネルギー
13. 幻惑されて
14. きんぽうげ
15. 裏切りの街角
16. トレーラー・ハウスで
17. LADY
18. 氷のくちびる
19. 翼あるもの
20. 漂泊者（アウトロー）
21. 100万$ナイト
22. 冷血（コールド・ブラッド）
23. HERO（ヒーローになる時、それは今）
24. against the wind
25. 風の中の火のように
26. この夜にさよなら